# Isabelle Corey
Pour les articles homonymes, voir Corey.

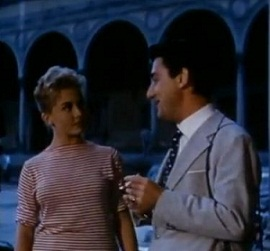
Avec Alberto Sordi,
dans Souvenirs d'Italie (1957)

Isabelle Corey (nom de scène d’Isabelle Cornet), née le 29 mai 1939 à Metz  et morte le 6 février 2011 à Crozon, est une actrice française.

## Biographie
Découverte à seize ans par Jean-Pierre Melville pour Bob le flambeur, Isabelle Corey mène une courte mais riche carrière de cinq ans au cinéma : elle apparaît dans dix-sept films français et italiens entre 1956 et 1961.
Outre Melville, elle croise notamment la route des cinéastes Roger Vadim, Mario Camerini, Antonio Pietrangeli, Mauro Bolognini, Mario Bava et Roberto Rossellini.
Claude Chabrol souhaitait lui confier le rôle de Florence dans Les Cousins.

## Filmographie
- 1956 : Bob le flambeur de Jean-Pierre Melville : Anne
- 1956 : Et Dieu… créa la femme de Roger Vadim : Lucienne
- 1957 : Des filles et des hommes (La ragazza della salina) de František Čáp : Marina
- 1957 : Vacances à Ischia (Vacanze a Ischia) de Mario Camerini : Caterina Lisotti
- 1957 : Souvenirs d'Italie (Souvenir d'Italie) d'Antonio Pietrangeli : Josette
- 1958 : L'Esclave d'Orient (Afrodite, dea dell'amore) de Mario Bonnard : Lerna
- 1958 : Adorabili e bugiarde (it) de Nunzio Malasomma : Anna Pelti
- 1958 : Les Jeunes Maris (Giovani mariti) de Mauro Bolognini : Laura
- 1958 : Coup de foudre (Amore a prima vista) de Franco Rossi : Marina
- 1959 : L'Ami du jaguar (it) (L'amico del giaguaro) de Giuseppe Bennati : Marisa
- 1959 : Judith et Holopherne (Giuditta e Oloferne) de Fernando Cerchio : Judith
- 1960 : Vacances en Argentine (Vacanze in Argentina) de Guido Leoni : Anna Ripamonti
- 1960 : Ça s'est passé à Rome (La giornata balorda) de Mauro Bolognini : Sabina
- 1961 : Le Dernier des Vikings (L'ultimo dei Vichinghi) de Giacomo Gentilomo et Mario Bava : Hilda
- 1961 : Vanina Vanini de Roberto Rossellini : Clelia
- 1961 : Le Gladiateur invincible (Il gladiatore invincibile) d'Alberto de Martino et d'Antonio Momplet : Sira

## Note et référence
1. ↑  Noël Simsolo, Dictionnaire de la Nouvelle Vague, coll. « Pop Culture », Flammarion, 2013.